# Bessa leveri
Bessa leveri är en tvåvingeart som först beskrevs av Baranov 1938.  Bessa leveri ingår i släktet Bessa och familjen parasitflugor. Inga underarter finns listade i Catalogue of Life.